# Raúl Juliá
Raúl Rafael Juliá Y Arcelay, ismertebb nevén Raúl Juliá (San Juan, Puerto Rico, 1940. március 9. – New York, 1994. október 24.) az Amerikai Egyesült Államokban ismertté vált Golden Globe-és Primetime Emmy-díjas Puerto Ricó-i színész. Színpadon, televízióban és filmekben egyaránt sikerrel szerepelt, a legkülönbözőbb műfajú alkotásokban.

## Gyermekkora
Raúl Rafael Carlos Juliá y Arcelay a Puerto Ricó-i San Juan Floral Park negyedében született. Négy fiatalabb testvére és egy nővére volt. Egyik öccse, Carlos Rafael egy 1960-as autóbalesetben halt meg. Raul anyja mezzoszoprán énekesnő volt, aki szakított az énekesi pályával, amikor összeházasodott Juliá apjával. Raúl apjának néhány rokona mellékfoglalkozásban zenész volt.
Az apa alapítója és tulajdonosa volt a San Juanban levő La Cueva Del Chicken Inn étteremnek, ahol az 1950-es évek közepén pizza és sült csirke árusításával szélesítették a Puerto Ricó-i konyha kínálatát. (Az étterem a madridi La Cueva de Luis Candelas mintájára jött létre, ahol a sült csirke volt különösen kedvelt fogás.) Raúl apja egy New York-i olasz szakácsot szerződtetett a pizzák elkészítésére.
Az apa üzletének sikere biztosította a fiatal Raúl és testvérei iskoláztatását. A későbbi filmszínész középiskolai tanulmányait a helyi Colegio San Ignacio de Loyolánál folytatta, ahol szigorú jezsuita neveltetésben részesült. Egyik osztálytársa és bizalmas barátja Rubén Berríos volt, aki később a Puerto Ricó-i függetlenségi mozgalom vezetője lett. Raúl egy évet töltött a Fordham Universityn, majd testvére halála miatt visszatért Puerto Ricóba, és az ottani egyetem hallgatója lett. Ott tagja volt a Phi Sigma Alphának.

## Karrierje
Noha Juliá civil pályára készült, egy amatőr színielőadáson való fellépése felkeltette érdeklődését a színészi pálya iránt. Attól fogva erre a hivatásra készült. A Cigar Aficionad című magazin riporterének egy 1993-as interjúban azt mondta, hogy akkor fedezte fel vonzódását a színjátszás iránt, s annak élményét, hogy saját énjét félretéve mások bőrébe bújhat. Dráma- és művészklubokat kezdett látogatni, s eljátszotta Rodrigo szerepét az Othello egy helyi színházi előadásában. A szórakoztatóipar világába a televízión keresztül jutott be, ahol egy volt egy játékműsor és ő egy tiniknek szánt program házigazdája lett.
A főiskolai diploma megszerzése után Juliá válaszút elé került: ő a színészi pálya felé vonzódott továbbra is, szülei azonban azt szerették volna, ha Puerto Ricóban folytatja jogi tanulmányait. Nagybátyjai egy elmegyógyintézet tulajdonosai voltak, és az orvosi pályát is felajánlották számára. Raúl azonban ragaszkodott a színészethez. Végül, mint oly sok törekvő színész, 1964-ben elindult New Yorkba. Arra kérte szüleit, hogy eleinte támogassák a színi tanulmányait. Juliá azonban különféle alkalmi munkákat is vállalt, hogy megteremtse tanulmányai fedezetét: töltőtollakat árult, eladóként dolgozott. Közben Wynn Handmannel drámát tanult. Hamarosan színházi munkát is talált. 1966-ban megismerkedett Joseph Papp színházi impresszárióval, és a New York Shakespeare Festival égisze alatt kezdett dolgozni. Pappot meggyőzték a fiatal Juliá színészi képességei, s szerepeket osztott rá a Shakespeare-darabokban. Eljátszotta például Edmundot a Lear királyban 1973-ban, és az Othello címszerepét 1979-ben. Juliá később nagy sikert aratott zenés színpadokon is. Utolsó filmes alakítása a Down Came a Blackbird c. film volt, melyet már egy évvel a halála után mutattak be. 1993-ban rákot diagnosztizáltak nála, 1994-ben agyvérzést kapott otthonában, kómába esett és többé nem tért magához.

## Filmográfia

### Film
| Év   | Magyar cím                                        | Eredeti cím                              | Szerep                               | Magyar hang          | Rendező              |
| ---- | ------------------------------------------------- | ---------------------------------------- | ------------------------------------ | -------------------- | -------------------- |
| 1969 |                                                   | Stiletto                                 | vendég a partin                      |                      | Bernard L. Kowalski  |
| 1971 | Pánik a Tű parkban                                | The Panic in Needle Park                 | Marco                                | Schneider Zoltán     | Jerry Schatzberg     |
| 1971 |                                                   | Been Down So Long It Looks Like Up to Me | Juan Carlos Rosenbloom               |                      | Jeffrey Young        |
| 1971 | A szervezet                                       | The Organization                         | Juan Mendoza                         | Tahi Tóth László     | Don Medford          |
| 1971 | A szervezet                                       | The Organization                         | Juan Mendoza                         | Tarján Péter         | Don Medford          |
| 1976 | Rágógolyó futam                                   | The Gumball Rally                        | Franco Bertollini                    |                      | Charles Bail         |
| 1978 | Laura Mars szemei                                 | Eyes of Laura Mars                       | Michael Reisler                      | Csankó Zoltán        | Irvin Kershner       |
| 1979 | Bűnös élet                                        | A Life of Sin                            | Paulo                                |                      | Efraín López Neris   |
| 1981 |                                                   | Strong Medicine                          | Raoul                                |                      | Richard Foreman      |
| 1982 | Szívbéli                                          | One from the Heart                       | Ray                                  | Crespo Rodrigo       | Francis Ford Coppola |
| 1982 |                                                   | The Escape Artist                        | Stu Quinones                         |                      | Caleb Deschanel      |
| 1982 | Vihar                                             | Tempest                                  | Kalibanos                            | Szabó Sipos Barnabás | Paul Mazursky        |
| 1985 | A pókasszony csókja                               | Kiss of the Spider Woman                 | Valentin Arregui                     | Végvári Tamás        | Héctor Babenco       |
| 1985 |                                                   | Compromising Positions                   | David Suarez                         |                      | Frank Perry          |
| 1986 |                                                   | La Gran Fiesta                           | Adolfo                               |                      | Marcos Zurinaga      |
| 1986 | Másnap reggel                                     | The Morning After                        | Joaquin Manero                       | Végvári Tamás        | Sidney Lumet         |
| 1987 | Tangó Bár                                         | Tango Bar                                | Ricardo Padín                        |                      | Marcos Zurinaga      |
| 1988 | A vezeklés                                        | The Penitent                             | Ramón Guerola                        |                      | Cliff Osmond         |
| 1988 |                                                   | Trading Hearts                           | Vinnie Iacona                        |                      | Neil Leifer          |
| 1988 | Holdfény Parador felett                           | Moon over Parador                        | Roberto Strausmann                   | Dörner György        | Paul Mazursky        |
| 1988 | Az utolsó csepp                                   | Tequila Sunrise                          | Xavier Escalante parancsnok / Carlos | Hankó Attila         | Robert Towne         |
| 1988 | Az utolsó csepp                                   | Tequila Sunrise                          | Xavier Escalante parancsnok / Carlos | Harmath Imre         | Robert Towne         |
| 1989 |                                                   | Romero                                   | Óscar Romero                         |                      | John Duigan          |
| 1989 | Koldusopera                                       | Mack the Knife                           | MacHeath kapitány                    |                      | Menahem Golan        |
| 1990 | Ártatlanságra ítélve                              | Presumed Innocent                        | Alejandro "Sandy" Stern              | Szokolay Ottó        | Alan J. Pakula       |
| 1990 | Az örök Frankenstein                              | Frankenstein Unbound                     | Dr. Victor Frankenstein              |                      | Roger Corman         |
| 1990 | A zöldfülű                                        | The Rookie                               | Ulrich Sigmund Strom                 | Helyey László        | Clint Eastwood       |
| 1990 | Havanna                                           | Havana                                   | Arturo Duran                         | Végvári Tamás        | Sydney Pollack       |
| 1991 | Addams Family – A galád család                    | The Addams Family                        | Gomez Addams                         | Végvári Tamás        | Barry Sonnenfeld     |
| 1992 | A pestis                                          | [The Plague                              | Cottard                              |                      | Luis Puenzo          |
| 1993 | Addams Family 2. – Egy kicsivel galádabb a család | Addams Family Values                     | Gomez Addams                         | Végvári Tamás        | Barry Sonnenfeld     |
| 1994 | Street Fighter – Harc a végsőkig                  | Street Fighter                           | M. Bison                             | Reviczky Gábor       | Steven E. de Souza   |

### Televízió
| Év        | Magyar cím                  | Eredeti cím                            | Szerep                      | Megjegyzések                                                          |
| --------- | --------------------------- | -------------------------------------- | --------------------------- | --------------------------------------------------------------------- |
| 1971–1972 | Szezám utca                 | Sesame Street                          | Rafael az ezermester        | 4 epizód                                                              |
| 1974      |                             | The Bob Newhart Show                   | Gregory Robinson            | 1 epizód                                                              |
| 1974      |                             | Great Performances                     | Edmund                      | 1 epizód                                                              |
| 1975      |                             | Death Scream                           | Nick Rodriguez nyomozó      | tévéfilm                                                              |
| 1984      |                             | American Playhouse                     | Aram Fingal / Rick Blaine   | 1 epizód                                                              |
| 1985      |                             | Mussolini: The Untold Story            | Galeazzo Ciano gróf         | minisorozat                                                           |
| 1986      | Vissza Kubába               | Florida Straits                        | Carlos Jayne                | - tévéfilm - magyar hangja: - Csernák János - Balkay Géza             |
| 1987      | Alamo – 13 nap a dicsőségig | The Alamo: 13 Days to Glory            | Antonio López de Santa Anna | - tévéfilm - magyar hangja: - Sinkovits-Vitay András - Kapácsy Miklós |
| 1988      |                             | Onassis: The Richest Man in the World] | Arisztotélisz Onászisz      | tévéfilm                                                              |
| 1994      | Lassú tűzön                 | The Burning Season                     | Francisco 'Chico' Mendes    | tévéfilm                                                              |
| 1995      | A sötét szárnyak suhogása   | Down Came a Blackbird                  | Tomas Ramirez               | tévéfilm                                                              |

## Fordítás
- Ez a szócikk részben vagy egészben  a   Raúl Juliá című angol Wikipédia-szócikk fordításán alapul.  Az eredeti cikk szerkesztőit annak laptörténete sorolja fel. Ez a jelzés csupán a megfogalmazás eredetét és a szerzői jogokat jelzi, nem szolgál a cikkben szereplő információk forrásmegjelöléseként.